# Westerlund 1-26
Westerlund 1-26 hoặc Wd 1-26 là một siêu khổng lồ đỏ hoặc siêu khổng lồ sao khác trong vùng ngoại ô của Westerlund 1 super cụm sao. Nó là một trong những ngôi sao lớn nhất được biết được phát hiện cho đến nay, mặc dù bán kính chưa được biết đến. Đó là khoảng 1.530 bán kính mặt trời, hoặc bán kính 1064880000 km (661.685.755 dặm; 7 AU). Nếu đặt ở trung tâm của Hệ Mặt Trời, quyển sáng của nó sẽ nhấn chìm các quỹ đạo của Sao Mộc.

## Khám phá
Westerlund 1 được phát hiện (như là "một cụm nặng nề đỏ trong Ara") của Bengt Westerlund vào năm 1961 trong một cuộc khảo sát hồng ngoại trong Zone của Avoidance của bầu trời. Các loại quang phổ của các ngôi sao thành phần không thể được xác định tại thời ngoại trừ các ngôi sao sáng nhất đã được dự kiến xem xét loại M. <tên ref = "west2"> Bibcode: 1987A & AS... 70..311W  1987A & AS... 70..311W</ref> Năm 1969, Borgman, Kornneef, và Slingerland tiến hành một cuộc khảo sát trắc quang của các cụm và giao thư cho các ngôi sao mà họ đo. Sao này, được xác định là một nguồn vô tuyến mạnh, đã được đưa ra chữ "A" <tên ref = bks1> Bibcode: 1970A & A..... 4..248B  1970A & A..... 4..248B.</ref> Điều này dẫn đến việc chỉ định Westerlund -1 BKS A sử dụng tại Simbad, mặc dù các cụm không được biết đến như Westerlund 1 tại thời điểm đó. Vào thời điểm đó nó được gọi là Ara A, với một nguồn sóng radio mạnh trong cluster được gọi là Ara C. độ sáng của nó trong phổ tần vô tuyến làm cho nó một trong những "sao đài phát thanh" hiếm. Westerlund đã quan sát quang phổ của các cụm, vẫn không được biết đến như Westerlund 1, xuất bản năm 1987 và được đánh số các ngôi sao, cho số 26 và các loại quang phổ M2I  thuật ngữ hiện đại bắt nguồn từ năm 1998 khi các nhóm đã được gọi là Westerlund 1 (WD1), với một bài báo mô tả Ara A như sao 26 và Ara C như sao 9. <tên ref = clark> Bản mẫu:Trích dẫn doi</ref>

## Đặc điểm
Ngôi sao nằm 16.500 năm ánh sáng từ Trái đất và bị ô nhiễm bởi bụi tuyệt chủng nghiêm trọng bởi bụi giữa các sao, do đó nó đã được nghiên cứu rộng rãi trong vùng hồng ngoại dài hơn bước sóng radio. Các ngôi sao có kích thước khác nhau, 1-530 đến 2544 bán kính mặt trời, cho kích thước trung bình của 1530 bán kính mặt trời, khiến nó trở thành ngôi sao thứ 5 lớn nhất được biết, mặc dù các thông số của các ước tính kích thước là không rõ. Loại quang phổ của nó làm cho nó trở thành một ngôi sao cực kỳ màu đỏ với một độ sáng cao. Tại bước sóng phát thanh nó sáng hơn 310.000 lần Mặt trời, làm cho phạm vi độ sáng của nó ở đâu đó xung quanh sáng hơn mặt trời (mag -9,2) 380.000 lần.
Westerlund 1-26 được phân loại như là một sao siêu khổng lồ phát sáng, chiếm góc trên bên phải của Hertzsprung-Russell sơ đồ. Với nhiệt độ bề mặt của nó khoảng 3000 K, nó là một sao siêu khổng lồ rất mát mẻ, phát ra chủ yếu là năng lượng của nó trong hồng ngoại quang phổ. Nó cũng cho thấy sự mất mát khối lượng lớn các vật liệu đáng kể, cho thấy rằng nó có thể tiếp tục phát triển thành một Wolf-Rayet sao.
Westerlund 1-26 đã được xem như một ngôi sao mà thay đổi [[lớp] phổ] của nó trong nhiều giai đoạn, nhưng nó đã không được nhìn thấy để thay đổi độ sáng của nó, không giống như các ngôi sao khác. Không ai biết lý do tại sao. Một khả năng là sự tuyệt chủng bụi chỉ qua một bước sóng đặc biệt trong quang phổ, chỉ cho phép các màu sắc để được nhìn thấy trong khi độ sáng trơ bị chặn. Nhưng nếu nó không thay đổi độ sáng của nó, nó sẽ là phát hiện biến sao đầu tiên của loại hình của nó.
Trong tháng 10 năm 2013, nhà thiên văn học sử dụng Đài quan sát Nam châu Âu Very Large Telescope Survey (VST) phát hiện ra rằng Westerlund 1-26 được bao quanh bởi một đám mây phát sáng của ion hóa hydrogen. Đây là lần đầu tiên "tinh vân ion hóa" được đã được phát hiện xung quanh một ngôi sao khổng lồ đỏ. Tinh vân kéo dài 1.30 parsec của ngôi sao và chứa tài liệu đáng kể với nhiệt độ 800 K. Điều kỳ quặc là tinh vân rất giống với một trong các tại Sanduleak -69 ° 202 trước khi nó phát nổ như SN 1987A 